# Haddam (Kansas)
Haddam – miasto w Stanach Zjednoczonych, w stanie Kansas, w hrabstwie Washington.